# Rivalidade entre Argentina e Uruguai no futebol
A rivalidade entre Argentina e Uruguai no futebol, também conhecida como Clásico del Río de la Plata, é uma rivalidade esportiva altamente competitiva que existe entre as seleções de futebol da Argentina e do Uruguai. Considerado por jornalistas e fãs de futebol como uma das rivalidades mais importantes do esporte, o clássico é o mais antigo disputado fora das Ilhas Britânicas e também o confronto entre seleções com mais partidas na história do futebol.
Ambas as seleções estão entre as maiores em quantidade de títulos e extensa trajetória no futebol, sendo a Argentina três vezes campeã da Copa do Mundo da FIFA, enquanto o Uruguai foi duas vezes; ambas são bicampeãs dos Jogos Olímpicos, e detêm o recorde de títulos da Copa América, com 16 para os argentinos e 15 conquistas para os uruguaios.

## Estatísticas
Atualizado em 16 de novembro de 2023
|          | Argentina | Uruguai |
| -------- | --------- | ------- |
| Partidas | 213       | 213     |
| Vitórias | 98        | 63      |
| Empates  | 52        | 52      |
| Gols     | 346       | 260     |

### Maiores goleadas
A favor da Argentina:
- Uruguai 0–6 Argentina (20 de julho de 1902,  Estádio Albion F.C.; Partida amistosa)[6]

A favor do Uruguai:
- Uruguai 5–0 Argentina (16 de novembro de 1959, Estadio Modelo Alberto Spencer; Copa América)

### Primeira partida
O primeiro jogo oficial para ambas as associações e a FIFA, foi o jogado em 20 de julho de 1902, em Paso del Molino, Uruguai, com vitória da Argentina por 6 a 0. Existe uma controvérsia em relação ao primeiro jogo, porque outras fontes, consideram como primeiro jogo o disputado em 16 de maio de 1901, mas este encontro não foi organizado pela Liga Uruguaia, mas pelo Albion Football Club, jogando o combinado uruguaio com a camisa daquele clube, é por isso que nem a AFA nem a AUF, o reconhecem como oficial.
- Uruguai 2–3 Argentina (16 de maio de 1901, Estádio Albion F.C.; Partida amistosa)[8][9]
- Uruguai 0–6 Argentina (20 de julho de 1902,  Estádio Albion F.C.; Partida amistosa)[6]

### Última partida
- Uruguai 0-1 Argentina (21 de Março de 2025, Estádio Centenario; Eliminatórias da Copa do Mundo FIFA de 2026)

### Partidas eliminatórias
- Uruguai 4–2 Argentina (30 de julho de 1930,Estádio Centenário; final da Copa do Mundo da FIFA)
- Argentina 1–0 Uruguai (16 de junho de 1986, Estádio Cuauhtémoc; oitavas de final da Copa do Mundo da FIFA)

- Uruguai 1–1 Argentina (10 de junho de 1928, Estádio Olímpico de Amsterdã; final dos Jogos Olímpicos)
- Uruguai 2–1 Argentina (13 de junho de 1928, Estádio Olímpico de Amsterdã; final dos Jogos Olímpicos, partida de desempate)

## Comparativo de títulos

### Competições oficiais
| Competição                         | Argentina | Uruguai |
| ---------------------------------- | --------- | ------- |
| Copa do Mundo da FIFA              | 3         | 2       |
| Jogos Olímpicos                    | 2         | 2       |
| Títulos mundiais                   | 3         | 4       |
| Copa das Confederações da FIFA     | 1         | 0       |
| Copa dos Campeões da CONMEBOL–UEFA | 2         | 0       |
| Copa América                       | 16        | 15      |
| Campeonato Panamericano            | 1         | 0       |
| Total de títulos                   | 25        | 19      |

Notas
1. ↑  Somente os Jogos Olímpicos de 1924 e 1928 são considerados oficiais pela FIFA.[10]

### Competições amistosas
Todos os torneios jogados por ambas as equipes exclusivamente:
| Competição                | Argentina | Uruguai |
| ------------------------- | --------- | ------- |
| Copa Lipton [en]          | 17        | 11      |
| Copa Newton [en]          | 17        | 11      |
| Copa Honor Arg. [en]      | 7         | 3       |
| Copa Honor Uru. [en]      | 5         | 8       |
| Copa Mignaburu [en]       | 5         | 0       |
| Copa Rivadavia Gómez [en] | 3         | 2       |
| Total de títulos          | 55        | 36      |

## Lista de partidas
A tabela inclui a lista completa de partidas jogadas entre ambas as equipes:
| Data                    | Cidade                    | Jogo                | Resultado     | Competição                                      |
| ----------------------- | ------------------------- | ------------------- | ------------- | ----------------------------------------------- |
| 16 de maio de 1901      | Montevidéu Uruguai        | Uruguai - Argentina | 2-3           | Jogo amigável                                   |
| 20 de julho de 1902     | Montevidéu Uruguai        | Uruguai - Argentina | 0-6           | Jogo amigável                                   |
| 13 de setembro de 1903  | Buenos Aires Argentina    | Argentina - Uruguai | 2-3           | Jogo amigável                                   |
| 15 de agosto de 1905    | Buenos Aires Argentina    | Argentina - Uruguai | 0-0 a.p       | Copa Lipton                                     |
| 15 de agosto de 1906    | Montevidéu Uruguai        | Uruguai - Argentina | 0-2           | Copa Lipton                                     |
| 21 de outubro de 1906   | Buenos Aires Argentina    | Argentina - Uruguai | 2-1           | Copa Newton                                     |
| 15 de agosto de 1907    | Buenos Aires Argentina    | Argentina - Uruguai | 2-1           | Copa Lipton                                     |
| 6 de outubro de 1907    | Montevidéu Uruguai        | Uruguai - Argentina | 1-2           | Copa Newton                                     |
| 15 de agosto de 1908    | Montevidéu Uruguai        | Uruguai - Argentina | 2-2           | Copa Lipton                                     |
| 13 de setembro de 1908  | Buenos Aires Argentina    | Argentina - Uruguai | 2-1           | Copa Newton                                     |
| 4 de outubro de 1908    | Buenos Aires Argentina    | Argentina - Uruguai | 0-1           | Copa Premio Honor Argentino                     |
| 15 de agosto de 1909    | Buenos Aires Argentina    | Argentina - Uruguai | 2-1           | Copa Lipton                                     |
| 9 de setembro de 1909   | Montevidéu Uruguai        | Uruguai - Argentina | 2-2           | Copa Newton                                     |
| 10 de outubro de 1909   | Buenos Aires Argentina    | Argentina - Uruguai | 3-1           | Copa Premio Honor Argentino                     |
| 16 de junho de 1910     | Buenos Aires Argentina    | Argentina - Uruguai | 4-1           | Copa Centenario Revolución de Mayo              |
| 15 de agosto de 1910    | Montevidéu Uruguai        | Uruguai - Argentina | 3-1           | Copa Lipton                                     |
| 13 de novembro de 1910  | Buenos Aires Argentina    | Argentina - Uruguai | 1-1 a.p       | Copa Premio Honor Argentino                     |
| 27 de novembro de 1910  | Buenos Aires Argentina    | Argentina - Uruguai | 2-6           | Copa Premio Honor Argentino                     |
| 15 de agosto de 1911    | Buenos Aires Argentina    | Argentina - Uruguai | 0-2           | Copa Lipton                                     |
| 17 de setembro de 1911  | Montevidéu Uruguai        | Uruguai - Argentina | 2-3           | Copa Newton                                     |
| 8 de outubro de 1911    | Montevidéu Uruguai        | Uruguai - Argentina | 1-1 a.p       | Copa Premio Honor Uruguaio                      |
| 22 de outubro de 1911   | Buenos Aires Argentina    | Argentina - Uruguai | 2-0           | Copa Premio Honor Argentino                     |
| 17 de setembro de 1911  | Montevidéu Uruguai        | Uruguai - Argentina | 2-3           | Copa Newton                                     |
| 29 de outubro de 1911   | Montevidéu Uruguai        | Uruguai - Argentina | 3-0           | Copa Premio Honor Uruguaio                      |
| 15 de agosto de 1912    | Montevidéu Uruguai        | Uruguai - Argentina | 2-0           | Copa Lipton                                     |
| 25 de agosto de 1912    | Montevidéu Uruguai        | Uruguai - Argentina | 3-0           | Copa Premio Honor Uruguaio                      |
| 22 de setembro de 1912  | Buenos Aires Argentina    | Argentina - Uruguai | 0-1           | Copa Premio Honor Argentino                     |
| 6 de outubro de 1912    | Avellaneda Argentina      | Argentina - Uruguai | 3-3           | Copa Newton                                     |
| 1 de dezembro de 1912   | Montevidéu Uruguai        | Uruguai - Argentina | 1-3 a.p       | Copa Montevideu                                 |
| 15 de junho de 1913     | Avellaneda Argentina      | Argentina - Uruguai | 1-1 a.p       | Copa Presidente Roque Sáenz Peña                |
| 9 de julho de 1913      | Avellaneda Argentina      | Argentina - Uruguai | 2-1           | Copa Presidente Roque Sáenz Peña                |
| 15 de agosto de 1913    | Avellaneda Argentina      | Argentina - Uruguai | 4-0           | Copa Lipton                                     |
| 31 de agosto de 1913    | Buenos Aires Argentina    | Argentina - Uruguai | 2-0           | Copa Premio Honor Argentino                     |
| 5 de outubro de 1913    | Montevidéu Uruguai        | Uruguai - Argentina | 1-0           | Copa Premio Honor Uruguaio                      |
| 26 de outubro de 1913   | Montevidéu Uruguai        | Uruguai - Argentina | 1-0           | Copa Newton                                     |
| 30 de agosto de 1914    | Montevidéu Uruguai        | Uruguai - Argentina | 3-2           | Copa Premio Honor Uruguaio                      |
| 13 de setembro de 1914  | Buenos Aires Argentina    | Argentina - Uruguai | 2-1           | Copa Premio Honor Argentino                     |
| 18 de julho de 1915     | Montevidéu Uruguai        | Uruguai - Argentina | 2-3           | Copa Premio Honor Uruguaio                      |
| 15 de agosto de 1915    | Buenos Aires Argentina    | Argentina - Uruguai | 2-1           | Copa Lipton                                     |
| 12 de setembro de 1915  | Montevidéu Uruguai        | Uruguai - Argentina | 2-0           | Copa Newton                                     |
| 17 de julho de 1916     | Buenos Aires Argentina    | Argentina - Uruguai | 0-0           | Copa América de 1916                            |
| 15 de agosto de 1916    | Montevidéu Uruguai        | Uruguai - Argentina | 1-2           | Copa Lipton                                     |
| 15 de agosto de 1916    | Avellaneda Argentina      | Argentina - Uruguai | 3-1           | Copa Newton                                     |
| 1 de outubro de 1916    | Avellaneda Argentina      | Argentina - Uruguai | 7-2           | Copa Círculo de la Prensa                       |
| 1 de outubro de 1916    | Montevidéu Argentina      | Uruguai - Argentina | 0-1           | Copa Premio Honor Uruguaio                      |
| 29 de outubro de 1916   | Montevidéu Uruguai        | Uruguai - Argentina | 3-1           | Copa Círculo de la Prensa                       |
| 18 de julho de 1917     | Montevidéu Uruguai        | Uruguai - Argentina | 0-2           | Copa Premio Honor Uruguaio                      |
| 15 de agosto de 1917    | Avellaneda Argentina      | Argentina - Uruguai | 1-0           | Copa Lipton                                     |
| 2 de setembro de 1917   | Montevidéu Uruguai        | Uruguai - Argentina | 1-0           | Copa Newton                                     |
| 14 de outubro de 1917   | Montevidéu Uruguai        | Uruguai - Argentina | 1-0           | Campeonato Sul-Americano de Futebol de 1917     |
| 18 de julho de 1918     | Montevidéu Uruguai        | Uruguai - Argentina | 1-1 a.p       | Copa Premio Honor Uruguaio                      |
| 28 de julho de 1918     | Montevidéu Uruguai        | Uruguai - Argentina | 3-1           | Copa Premio Honor Uruguaio                      |
| 15 de agosto de 1918    | Buenos Aires Argentina    | Argentina - Uruguai | 0-0 a.p       | Copa Premio Honor Argentino                     |
| 25 de agosto de 1918    | Buenos Aires Argentina    | Argentina - Uruguai | 2-1           | Copa Premio Honor Argentino                     |
| 20 de setembro de 1918  | Montevidéu Uruguai        | Uruguai - Argentina | 1-1           | Copa Lipton                                     |
| 29 de setembro de 1918  | Buenos Aires Argentina    | Argentina - Uruguai | 2-0           | Copa Newton                                     |
| 13 de maio de 1919      | Rio de Janeiro Brasil     | Uruguai - Argentina | 3-2           | Campeonato Sul-Americano de Futebol de 1919     |
| 18 de julho de 1919     | Montevidéu Uruguai        | Uruguai - Argentina | 4-1           | Copa Premio Honor Uruguaio                      |
| 24 de agosto de 1919    | Montevidéu Uruguai        | Uruguai - Argentina | 2-1           | Copa Newton                                     |
| 7 de setembro de 1919   | Buenos Aires Argentina    | Argentina - Uruguai | 1-2           | Copa Lipton                                     |
| 19 de outubro de 1919   | Buenos Aires Argentina    | Argentina - Uruguai | 6-1           | Copa Premio Honor Argentino                     |
| 7 de dezembro de 1919   | Montevidéu Uruguai        | Uruguai - Argentina | 4-2           | Copa Círculo de la Prensa                       |
| 18 de julho de 1920     | Montevidéu Uruguai        | Uruguai - Argentina | 2-0           | Copa Premio Honor Uruguaio                      |
| 25 de julho de 1920     | Buenos Aires Argentina    | Argentina - Uruguai | 1-3           | Copa Newton                                     |
| 8 de agosto de 1920     | Buenos Aires Argentina    | Argentina - Uruguai | 1-0           | Copa Premio Honor Argentino                     |
| 12 de setembro de 1920  | Viña del Mar Chile        | Argentina - Uruguai | 1-1           | Campeonato Sul-Americano de Futebol de 1920     |
| 30 de outubro de 1921   | Buenos Aires Argentina    | Argentina - Uruguai | 1-0           | Campeonato Sul-Americano de Futebol de 1921     |
| 8 de outubro de 1922    | Rio de Janeiro Brasil     | Uruguai - Argentina | 1-0           | Campeonato Sul-Americano de Futebol de 1922     |
| 12 de novembro de 1922  | Montevidéu Uruguai        | Uruguai - Argentina | 1-0           | Copa Lipton                                     |
| 10 de dezembro 1922     | Montevidéu Uruguai        | Uruguai - Argentina | 1-0           | Copa Premio Honor Uruguaio                      |
| 17 de dezembro 1922     | Buenos Aires Argentina    | Argentina - Uruguai | 2-2           | Copa Newton                                     |
| 24 de junho de 1923     | Buenos Aires Argentina    | Argentina - Uruguai | 0-0           | Copa Lipton                                     |
| 15 de julho de 1923     | Buenos Aires Argentina    | Argentina - Uruguai | 2-2           | Copa Ministro de Relaciones Exteriores          |
| 22 de julho de 1923     | Montevidéu Uruguai        | Uruguai - Argentina | 2-2           | Copa Premio Honor Uruguaio                      |
| 30 de setembro de 1923  | Montevidéu Uruguai        | Uruguai - Argentina | 0-2           | Copa Premio Honor Uruguaio                      |
| 2 de dezembro de 1923   | Montevidéu Uruguai        | Uruguai - Argentina | 2-0           | Campeonato Sul-Americano de Futebol de 1923     |
| 8 de dezembro de 1923   | Avellaneda Argentina      | Argentina - Uruguai | 2-3           | Copa Ministro de Relaciones Exteriores          |
| 25 de maio de 1924      | Montevidéu Uruguai        | Uruguai - Argentina | 2-0           | Copa Lipton                                     |
| 25 de maio de 1924      | Buenos Aires Argentina    | Argentina - Uruguai | 4-0           | Copa Newton                                     |
| 10 de agosto de 1924    | Buenos Aires Argentina    | Argentina - Uruguai | 0-0           | Copa Ministro de Relaciones Exteriores          |
| 31 de agosto de 1924    | Montevidéu Uruguai        | Uruguai - Argentina | 2-3           | Copa Premio Honor Uruguaio                      |
| 21 de setembro de 1924  | Montevidéu Uruguai        | Uruguai - Argentina | 1-1           | Jogo amigável                                   |
| 28 de setembro de 1924  | Buenos Aires Argentina    | Argentina - Uruguai | 0-0           | Jogo amigável                                   |
| 2 de outubro de 1924    | Buenos Aires Argentina    | Argentina - Uruguai | 2-1           | Jogo amigável                                   |
| 2 de novembro de 1924   | Montevidéu Uruguai        | Uruguai - Argentina | 0-0           | Campeonato Sul-Americano de Futebol de 1924     |
| 16 de novembro de 1924  | Montevidéu Uruguai        | Uruguai - Argentina | 1-0           | Copa Confraternidad Rioplatense                 |
| 24 de outubro de 1926   | Santiago do Chile Chile   | Argentina - Uruguai | 0-2           | Campeonato Sul-Americano de Futebol de 1926     |
| 14 de julho de 1927     | Montevidéu Uruguai        | Uruguai - Argentina | 0-1           | Copa Newton                                     |
| 30 de agosto de 1927    | Buenos Aires Argentina    | Argentina - Uruguai | 0-1           | Copa Lipton                                     |
| 20 de novembro de 1927  | Lima Peru                 | Argentina - Uruguai | 3-2           | Campeonato Sul-Americano de Futebol de 1927     |
| 10 de junho de 1928     | Amesterdão Países Baixos  | Uruguai - Argentina | 1-1           | Final dos J.O. de 1928                          |
| 13 de junho de 1928     | Amesterdão Países Baixos  | Uruguai - Argentina | 2-1           | Final repetida dos J.O. de 1928                 |
| 30 de agosto de 1928    | Avellaneda Argentina      | Argentina - Uruguai | 1-0           | Copa Newton                                     |
| 21 de setembro de 1928  | Montevidéu Uruguai        | Uruguai - Argentina | 2-2           | Copa Lipton                                     |
| 16 de junho de 1929     | Buenos Aires Argentina    | Argentina - Uruguai | 2-0           | Copa Cámara de Diputados Argentina              |
| 16 de junho de 1929     | Montevidéu Uruguai        | Uruguai - Argentina | 1-1           | Copa Centro Automovilístico Uruguaio            |
| 28 de setembro de 1929  | Buenos Aires Argentina    | Argentina - Uruguai | 0-0           | Copa Lipton                                     |
| 30 de setembro de 1929  | Montevidéu Uruguai        | Uruguai - Argentina | 2-1           | Copa Newton                                     |
| 17 de novembro de 1929  | Buenos Aires Argentina    | Argentina - Uruguai | 2-0           | Copa América 1929                               |
| 25 de maio de 1930      | Buenos Aires Argentina    | Argentina - Uruguai | 1-1           | Copa Newton                                     |
| 30 de julho de 1930     | Montevidéu Uruguai        | Uruguai - Argentina | 4-2           | Copa do Mundo 1930 (final)                      |
| 15 de maio de 1932      | Buenos Aires Argentina    | Argentina - Uruguai | 2-0           | C. Com. Olimp.                                  |
| 18 de maio de 1932      | Montevidéu Uruguai        | Uruguai - Argentina | 1-0           | C. Com. Olimp                                   |
| 21 de janeiro de 1933   | Montevidéu Uruguai        | Uruguai - Argentina | 2-1           | Jogo amigável                                   |
| 5 de fevereiro de 1933  | Avellaneda Argentina      | Argentina - Uruguai | 4-1           | Jogo amigável                                   |
| 14 de dezembro de 1933  | Montevidéu Uruguai        | Uruguai - Argentina | 0-1           | Jogo amigável                                   |
| 18 de julho de 1934     | Montevidéu Uruguai        | Uruguai - Argentina | 2-2           | Jogo amigável                                   |
| 15 de agosto de 1934    | Avellaneda Argentina      | Argentina - Uruguai | 1-0           | Jogo amigável                                   |
| 27 de janeiro de 1935   | Lima Peru                 | Uruguai - Argentina | 3-0           | Copa América 1935                               |
| 18 de julho de 1935     | Montevidéu Uruguai        | Uruguai - Argentina | 1-1           | Copa Héctor Gómez                               |
| 15 de agosto de 1935    | Buenos Aires Argentina    | Argentina - Uruguai | 3-0           | Copa Juan Mignaburu                             |
| 9 de agosto de 1936     | Buenos Aires Argentina    | Argentina - Uruguai | 1-0           | Copa Juan Mignaburu                             |
| 20 de setembro de 1936  | Montevidéu Uruguai        | Uruguai - Argentina | 2-1           | Copa Héctor Gómez                               |
| 23 de janeiro de 1937   | Buenos Aires Argentina    | Argentina - Uruguai | 2-3           | Copa América 1937                               |
| 10 de outubro de 1937   | Montevidéu Uruguai        | Uruguai - Argentina | 0-3           | Copa Newton                                     |
| 11 de novembro de 1937  | Buenos Aires Argentina    | Argentina - Uruguai | 5-1           | Copa Lipton                                     |
| 18 de junho de 1938     | Buenos Aires Argentina    | Argentina - Uruguai | 1-0           | Copa Juan Mignaburu                             |
| 12 de outubro de 1938   | Montevidéu Uruguai        | Uruguai - Argentina | 2-3           | Copa Héctor Gómez                               |
| 18 de julho de 1940     | Montevidéu Uruguai        | Uruguai - Argentina | 3-0           | Copa Héctor Gómez                               |
| 15 de agosto de 1940    | Buenos Aires Argentina    | Argentina - Uruguai | 5-0           | Copa Juan Mignaburu                             |
| 23 de fevereiro de 1941 | Santiago do Chile Chile   | Argentina - Uruguai | 1-0           | Copa América 1941                               |
| 7 de fevereiro de 1942  | Montevidéu Uruguai        | Uruguai - Argentina | 1-0           | Copa América 1942                               |
| 25 de maio de 1942      | Buenos Aires Argentina    | Argentina - Uruguai | 4-1           | Copa Newton                                     |
| 25 de agosto de 1942    | Montevidéu Uruguai        | Uruguai - Argentina | 1-1           | Copa Lipton                                     |
| 28 de março de 1943     | Buenos Aires Argentina    | Argentina - Uruguai | 3-3           | Copa Juan Mignaburu                             |
| 4 de abril de 1943      | Montevidéu Uruguai        | Uruguai - Argentina | 0-1           | Copa Héctor Gómez                               |
| 25 de fevereiro de 1945 | Santiago do Chile Chile   | Argentina - Uruguai | 1-0           | Copa América 1945                               |
| 15 de agosto de 1945    | Buenos Aires Argentina    | Argentina - Uruguai | 6-2           | Copa Newton                                     |
| 18 de agosto de 1945    | Montevidéu Uruguai        | Uruguai - Argentina | 2-2           | Copa Lipton                                     |
| 2 de fevereiro de 1946  | Buenos Aires Argentina    | Argentina - Uruguai | 3-1           | Copa América 1946                               |
| 28 de dezembro de 1947  | Guayaquil Equador         | Argentina - Uruguai | 3-1           | Copa América 1947                               |
| 27 de março de 1955     | Santiago do Chile Chile   | Argentina - Uruguai | 6-1           | Copa América 1955                               |
| 15 de fevereiro de 1956 | Montevidéu Uruguai        | Uruguai - Argentina | 1-0           | Copa América 1956                               |
| 1 de julho de 1956      | Montevidéu Uruguai        | Uruguai - Argentina | 2-1           | Copa del Atlántico                              |
| 10 de outubro de 1956   | Paysandú Uruguai          | Uruguai - Argentina | 1-2           | Jogo amigável                                   |
| 14 de novembro de 1956  | Buenos Aires Argentina    | Argentina - Uruguai | 2-2           | Jogo amigável                                   |
| 20 de março de 1957     | Lima Peru                 | Argentina - Uruguai | 4-0           | Copa América 1957                               |
| 23 de maio de 1957      | Montevidéu Uruguai        | Uruguai - Argentina | 0-0           | Copa Newton                                     |
| 5 de junho de 1957      | Buenos Aires Argentina    | Argentina - Uruguai | 1-1           | Copa Lipton                                     |
| 6 de abril de 1958      | Montevidéu Uruguai        | Uruguai - Argentina | 1-0           | Jogo amigável                                   |
| 30 de abril de 1958     | Buenos Aires Argentina    | Argentina - Uruguai | 2-0           | Jogo amigável                                   |
| 30 de março de 1959     | Buenos Aires Argentina    | Argentina - Uruguai | 4-1           | Copa América 1959 (Argentina)                   |
| 16 de dezembro de 1959  | Guayaquil Equador         | Uruguai - Argentina | 5-0           | Copa América 1959                               |
| 17 de agosto de 1960    | Buenos Aires Argentina    | Argentina - Uruguai | 4-0           | Copa del Atlántico                              |
| 13 de março de 1962     | Montevidéu Uruguai        | Uruguai - Argentina | 1-1           | Jogo amigável                                   |
| 15 de agosto de 1962    | Buenos Aires Argentina    | Argentina - Uruguai | 3-1           | Copa Lipton                                     |
| 2 de fevereiro de 1967  | Montevidéu Uruguai        | Uruguai - Argentina | 1-0           | Copa América 1967                               |
| 5 de junho de 1968      | Buenos Aires Argentina    | Argentina - Uruguai | 2-0           | Copa Lipton                                     |
| 20 de junho de 1968     | Montevidéu Uruguai        | Uruguai - Argentina | 2-1           | Copa Newton                                     |
| 8 de abril de 1970      | Buenos Aires Argentina    | Argentina - Uruguai | 2-1           | Jogo amigável                                   |
| 15 de abril de 1970     | Montevidéu Uruguai        | Uruguai - Argentina | 2-1           | Jogo amigável                                   |
| 14 de julho de 1971     | Buenos Aires Argentina    | Argentina - Uruguai | 1-0           | Jogo amigável                                   |
| 18 de julho de 1971     | Montevidéu Uruguai        | Uruguai - Argentina | 1-1           | Jogo amigável                                   |
| 6 de julho de 1972      | Porto Alegre Brasil       | Argentina - Uruguai | 1-0           | Copa da Independência do Brasil                 |
| 17 de maio de 1973      | Buenos Aires Argentina    | Argentina - Uruguai | 1-1           | Copa Lipton                                     |
| 23 de maio de 1973      | Montevidéu Uruguai        | Uruguai - Argentina | 1-1           | Copa Newton                                     |
| 18 de julho de 1975     | Montevidéu Uruguai        | Uruguai - Argentina | 2-3           | Copa Newton                                     |
| 8 de abril de 1976      | Buenos Aires Argentina    | Argentina - Uruguai | 4-1           | Copa Lipton & Copa del Atlántico                |
| 9 de junho de 1976      | Montevidéu Uruguai        | Uruguai - Argentina | 0-3           | Copa Newton & Copa del Atlántico                |
| 25 de abril de 1978     | Montevidéu Uruguai        | Uruguai - Argentina | 2-0           | Jogo amigável                                   |
| 3 de maio de 1978       | Buenos Aires Argentina    | Argentina - Uruguai | 3-0           | Jogo amigável                                   |
| 18 de julho de 1984     | Montevidéu Uruguai        | Uruguai - Argentina | 1-0           | Jogo amigável                                   |
| 2 de agosto de 1984     | Buenos Aires Argentina    | Argentina - Uruguai | 0-0           | Jogo amigável                                   |
| 16 de junho de 1986     | Puebla de Zaragoza México | Argentina - Uruguai | 1-0           | Copa do Mundo 1986 (1/8 final)                  |
| 9 de julho de 1987      | Buenos Aires Argentina    | Argentina - Uruguai | 0-1           | Copa América de 1987                            |
| 8 de julho de 1989      | Goiânia Brasil            | Argentina - Uruguai | 1-0           | Copa América de 1989                            |
| 14 de julho de 1989     | Rio de Janeiro Brasil     | Uruguai - Argentina | 2-0           | Copa América de 1989                            |
| 23 de setembro de 1992  | Montevidéu Uruguai        | Uruguai - Argentina | 0-0           | Copa Lipton                                     |
| 12 de janeiro de 1997   | Montevidéu Uruguai        | Uruguai - Argentina | 0-0           | Eliminatórias da Copa do Mundo FIFA de 1998     |
| 12 de outubro de 1997   | Buenos Aires Argentina    | Argentina - Uruguai | 0-0           | Eliminatórias da Copa do Mundo FIFA de 1998     |
| 7 de julho de 1999      | Luque (Paraguai) Paraguai | Uruguai - Argentina | 0-2           | Copa América de 1999                            |
| 8 de outubro de 2000    | Buenos Aires Argentina    | Argentina - Uruguai | 2-1           | Eliminatórias da Copa do Mundo FIFA de 2002     |
| 14 de novembro de 2001  | Montevidéu Uruguai        | Uruguai - Argentina | 1-1           | Eliminatórias da Copa do Mundo FIFA de 2002     |
| 11 de junho de 2003     | La Plata Argentina        | Argentina - Uruguai | 2-2           | Jogo amigável                                   |
| 20 de agosto de 2003    | Florença Itália           | Argentina - Uruguai | 3-2           | Jogo amigável                                   |
| 13 de julho de 2004     | Piura Peru                | Argentina - Uruguai | 4-2           | Copa América de 2004                            |
| 9 de outubro de 2004    | Buenos Aires Argentina    | Argentina - Uruguai | 4-2           | Eliminatórias da Copa do Mundo FIFA de 2006     |
| 12 de outubro de 2005   | Montevidéu Uruguai        | Uruguai - Argentina | 1-0           | Eliminatórias da Copa do Mundo FIFA de 2006     |
| 11 de outubro de 2008   | Buenos Aires Argentina    | Argentina - Uruguai | 2-1           | Eliminatórias da Copa do Mundo FIFA de 2010     |
| 14 de outubro de 2009   | Montevidéu Uruguai        | Uruguai - Argentina | 0-1           | Eliminatórias da Copa do Mundo FIFA de 2010     |
| 16 de julho de 2011     | Santa Fe Argentina        | Argentina - Uruguai | 1 (4) - 1 (5) | Quartas de Finais da Copa América de 2011       |
| 12 de outubro de 2012   | Mendoza Argentina         | Argentina - Uruguai | 3 - 0         | Eliminatórias para a Copa do Mundo FIFA de 2014 |
| 15 de outubro de 2013   | Montevideu Uruguai        | Uruguai - Argentina | 3 - 2         | Eliminatórias da Copa do Mundo FIFA de 2014     |
| 16 de junho de 2015     | La Serena Chile           | Argentina - Uruguai | 1 - 0         | Copa América 2015                               |
| 1 de Setembro de 2016   | Mendoza Argentina         | Argentina - Uruguai | 1 - 0         | Eliminatórias da Copa do Mundo FIFA de 2018     |
| 31 de agosto de 2017    | Montevidéu Uruguai        | Uruguai - Argentina | 0-0           | Eliminatórias da Copa do Mundo FIFA de 2018     |
| 18 de novembro de 2019  | Tel Aviv Israel           | Argentina - Uruguai | 2-2           | Jogo amigável                                   |
| 18 de Junho de 2021     | Brasília Brasil           | Argentina - Uruguai | 1-0           | Copa América de 2021                            |
| 10 de Outubro de 2021   | Buenos Aires Argentina    | Argentina - Uruguai | 3-0           | Eliminatórias da Copa do Mundo FIFA de 2022     |
| 12 de Novembro de 2021  | Montevidéu Uruguai        | Uruguai - Argentina | 0-1           | Eliminatórias da Copa do Mundo FIFA de 2022     |
| 16 de Novembro de 2023  | Buenos Aires Argentina    | Argentina - Uruguai | 0-2           | Eliminatórias da Copa do Mundo FIFA de 2026     |
| 21 de Março de 2025     | Montevidéu Uruguai        | Uruguai - Argentina | 0-1           | Eliminatórias da Copa do Mundo FIFA de 2026     |

## Clubes
A nível de clubes, as equipes argentinas e uruguaias têm tido uma forte rivalidade, desde a primeira competição internacional no Río de la Plata, a Tie Cup realizada em 1900. Outras competições disputadas por equipes de ambas as associações incluem a Copa de Honor Cousenier (1905–20) e a Copa Aldao, realizada pela primeira vez em 1913. Jogada (embora irregularmente) até 1955, a Copa Aldao é vista hoje como o primeiro trampolim para a criação da Copa Libertadores em 1960. Além disso, em 2015, um artigo da CONMEBOL descreveu a Copa Aldao como a primeira copa internacional oficial de futebol profissional da América do Sul.
Ambos os países produziram alguns dos clubes mais bem-sucedidos do mundo. Os "cinco grandes" representaram o sucesso da Argentina no futebol de clubes durante a maior parte de sua história, embora outros clubes também tenham alcançado sucesso na história recente, respectivamente. No Uruguai, Peñarol e Nacional têm sido predominantemente os clubes de maior sucesso do país desde a introdução do esporte. Na Copa Libertadores, os clubes argentinos chegaram à final 38 vezes, com 25 saindo como campeões, enquanto os clubes uruguaios apareceram em 16 finais e venceram 8 delas. Em competições intercontinentais, incluindo a Copa Intercontinental e a Copa do Mundo de Clubes da FIFA, os clubes argentinos venceram 9 torneios e foram vice-campeões 14 vezes, e os clubes uruguaios venceram 6 torneios e foram vice-campeões 2 vezes.
Em 2009, a Federação Internacional de História e Estatística do Futebol (IFFHS) divulgou uma série de estudos estatísticos que determinaram os melhores clubes continentais do século XX. Para a América do Sul, Peñarol foi classificado como o maior clube de futebol do continente. Isso foi seguido por Independiente, Nacional e River Plate nessa ordem.